# Siméon Le Couteux
Siméon Le Couteux est un maître écrivain actif à Paris à la charnière des XVIIe et XVIIIe siècles.

## Biographie
Il est actif entre 1684 et 1724 environ, et fut bibliothécaire du président Gabriel Bernard de Rieux, et travailla aussi pour Charles-Henri, comte d'Hoym (1694-1736) célèbre bibliophile.
Vers 1685 il a été impliqué dans une affaire de faux faisant intervenir Denys Girardot, officier du duc d’Orléans d’une part, et d’autre part ses proches Denis Le Couteux et Roch de Rosny.

## Copies
Sa manière (usage de la couleur, écriture en lettres romaines, filets ou lettres en or, guirlande de fleurs) et son goût pour les textes de piété le placent dans la droite ligne du calligraphe Nicolas Jarry. Elle se rapproche également de celle de Jean-Pierre Rousselet, par le choix des textes.
On a identifié de lui les copies suivantes (certaines lui sont seulement attribuées) :

### Liturgies

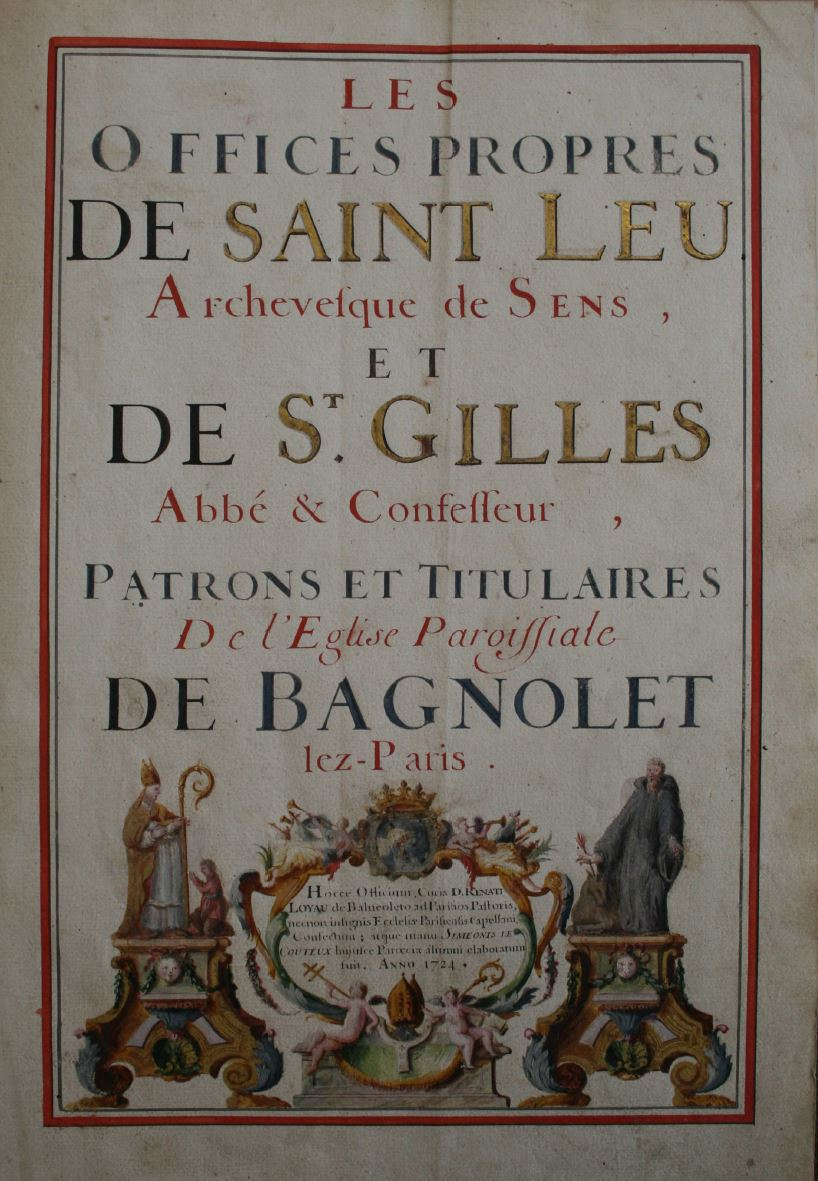
Page de titre des Offices propres de Saint Leu et de St. Gilles, 1724 (Archives diocésaines Saint-Denis).

- Livre de chœur à l’usage de la confrérie des cordonniers de Paris. Incipit : In festo S. Bartholomoei apostoli ad vesperas. Antiphona. Grand 2° sur vélin, 40 f., titre et lettres dorées, écrit en lettre romaine et en couleurs, plain chant noté. Signé et daté 1684. Paris Bibl. Mazarine : Ms. 460. Des reproductions sont disponibles sur la base Floridus.
- Compendium ceremoniarum, ex processionario sacri ordinis nostri prædicatorum extractum et juxta usum hujus monasterii editum. Scribebat S. Le Couteux, 1688. Manuscrit sur vélin in-4°, [4]-166 p., reliure de chagrin noir. Calligraphié en rouge et noir, réglé et rubriqué, avec plain-chant noté. Ornementation florale et 6 dessins à mi-page. Dans le commerce en février 2018.
- Les offices propres de Saint Leu archevesque de Sens, et de St. Gilles abbé & confesseur, patrons et titulaires de l’église paroissiale de Bagnolet-lez-Paris. 1724. Papier, 495 x 355 mm, [2]-98 p., reliure du XIXe siècle restaurée en 1847 par la fabrique de l'église. Entièrement calligraphié, copié et décoré par Siméon Le Couteux, établi par René Loyau chapelain de l'église de Paris. Archives diocésaines de Saint-Denis.

### Édification

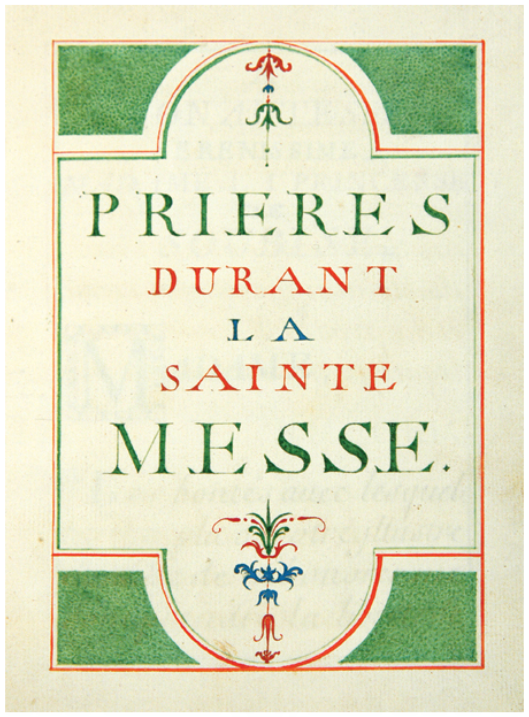
Page de titre des Prières durant la sainte Messe (vers 1705).

- Heures pour Madame Chamillart. 8° sur vélin, 400 p. et 1 f. de table. Avec miniature à la p. 32, vignettes et culs-de-lampe. Signé par Le Couteux p. 368. Reliure de maroquin noir aux armes de Mme Chamillart, épouse du ministre Michel Chamillart (1652-1721), née Élisabeth-Thérèse Le Rebours (1657-1731). Chantilly MC : Ms. 94. Prov. Cat. de Bure 1823 n° 47, Cat. Chardin 1823 n° 165. Dans une note de l’ouvrage, le copiste déclare être employé à la bibliothèque de Gabriel Bernard de Rieux.
- Oratio. Petit 12°, 12 p., relié à la suite de Thomas a Kempis, De imitatione Christi (Leyde : Elzevier, 1658). Copie attribuée à Siméon Le Couteux. Reliure maroquin olive. Prov. Jacques Collombat. Dans le commerce en 2008.
- Prières choisies. 16° sur vélin, 82 p., titre en lettres bleues et dorées avec encadrement d’arabesques et d’ornements. Signature du copiste au bas de l’encadrement, avec la date 1713. Relié en maroquin vert. Cat. T. de M. 1897 n° 10.
- Livre de prières. 16° sur vélin, signé en p. 4 S. Le Couteux fec.. Relié en maroquin vert. Manuscrit exécuté pour l’épouse du président Gabriel Bernard de Rieux en 1723. Portalis 1696 p. 254.
- Prières chrétiennes. 12° sur vélin, 55 f., signé au verso du 53e f., titre ornementé en couleurs, initiales ornées. Encadrement de filet d’or à chaque page et quelques dessins en or et en couleur. Signé S. Le Couteux scr.. Relié en maroquin citron avec les emblèmes du Saint Esprit aux angles. Cat. Techener n° 18.
- Prières durant la Messe, Paris, c. 1720, signé par Simon Le Couteux. 33 f. sur parchemin avec quelques f. liminaires en papier. Miniatures, lettres ornées, culs de lampe. London V&A Museum : inv. MSL/1952/2324. Cf. Watson 2011 vol. III n° 191.
- Prières durant la sainte messe. 4°, titre et 35 p. Titre gouaché, relié en maroquin rouge aux armes d’Anne de Rohan, princesse de Soubise (1641-1709). Vers 1705. Cat. Schiff, Cat. Warmelink n° 551. . Dans le commerce en 2006.
- Prières durant la sainte messe. 12°, [6]-109 p. Manuscrit sur parchemin, en lettres rondes à l'encre brune, titres courants et rubriques en italiques à l'encre rouge, texte inscrit dans un encadrement à l'or liquide. Plusieurs titres-frontispices illustrés, initiales ornées. Signé de Siméon Le Couteux, avec dédicace à Louis XIV : Présenté à Sa Majesté par son tres-humble, tres-obeissant, & tres-fidele Sujet & serviteur. S. Le Couteux. Reliure en maroquin olive, dentelle dorée sur les plats, dos à nerfs orné et doré. De la bibliothèque Mortimer L. Schiff (Cat. Schiff, lot 273). Dans le commerce en 2013.
- Prières pour les jours de la semaine. Petit 8° sur vélin, 197 p. Orné au titre d’une miniature et d’une riche guirlande de fleurs. Signé et daté 1689. Relié en maroquin noir aux fermoirs d’argent. Cat. Chardin 1823 n° 126. Portalis 1896 p. 254.
- Sentences choisies tirées de l’Écriture sainte et des Pères de l’Église. Petit 8° sur vélin, 35 f. Titre en or et en couleurs dans un encadrement de fleurs et d’oiseaux. La première page porte les armes de Bourrée de Corberon, président au parlement de Paris. Reliure en maroquin citron. Attribué seulement à Le Couteux. Cat. Morgand 1887. Portalis 1896 p. 255.
- Les Sept pseaumes de la pénitence, avec des règles générales pour bien vivre. Petit 8° sur vélin, 56 p., avec encadrements et lettres en or. Relié en maroquin rouge. Cat. Techener 1883. Portalis 1896 p. 254.